# Recoil (2012)
Recoil (no Brasil, Acerto de Contas) é um filme de ação canadense de 2012, estrelado por Stone Cold Steve Austin e Danny Trejo, dirigido por Terry Miles e escrito por John Sullivan. Foi lançado diretamente para home-vídeo em 6 de março de 2012.

## Sinopse
Após a morte de sua família, Ryan Varrett, um policial aposentado, que está determinado a conseguir vingança de qualquer jeito, resolve fazer justiça com as próprias mãos. Começa então uma busca incansável, para encontrar e acabar com os assassinos de sua família ou qualquer outro criminoso que resolva atravessar o seu caminho. 

## Elenco
- Steve Austin - Ryan Varrett
- Danny Trejo - Drake Salgado
- Serinda Swan - Darcy
- Keith Jardine - Crab
- Lochlyn Munro - Agente Frank Sutton
- Noel Gugliemi - Rex Salgado
- Adam Greydon Reid - Deputy Hedge